# Cerro de Plata
Cerro de Plata es un corregimiento del distrito de Cañazas en la provincia de Veraguas, República de Panamá. La localidad tiene 1.594 habitantes (2010).
Las comunidades que conforman este corregimiento son: Barrial Blanco, Calabra, Cerro de Plata, El Espino, El Hatillo, El Jagua, El Perú y La Concepción.